# Amina Mustapha
Amina Mustapha (27 de abril de 1981) es una deportista nigeriana que compitió en taekwondo. Ganó una medalla de plata en el Campeonato Africano de Taekwondo de 2003 en la categoría de –72 kg.

## Palmarés internacional
| Campeonato Africano | Campeonato Africano | Campeonato Africano | Campeonato Africano |
| Año                 | Lugar               | Medalla             | Categoría           |
| ------------------- | ------------------- | ------------------- | ------------------- |
| 2003                | Abuya (Nigeria)     | Medalla de plata    | –72 kg              |